# Крісті Тарлінгтон
Крісті Ніколь Тарлінгтон (англ. Christy Nicole Turlington, нар. 2 січня 1969 року, Волнат-Крік, Каліфорнія, США) — американська топ-модель та акторка. Одна з супермоделей 90-х, разом з Наомі Кемпбелл, Клаудією Шиффер, Ліндою Євангелістою, Татьяною Папітц, Геленою Крістенсен і Сінді Кроуфорд.

## Біографія
Народилася 2 січня 1969 року в невеликому містечку. Є дві сестри (Келлі одружена з Браяном — братом чоловіка Крісті).
У дитинстві ніколи не думала про кар'єру в індустрії моди. У 13 років вона була одержима кіньми і тренувалася кожен день, брала участь у місцевому конкурсі.
Приблизно в цей час її і відкрив фотограф Денні Коуді, якому батьки Крісті неохоче дали згоду на її роботу моделлю. Крісті теж спочатку не сприйняла нове заняття серйозно — як вона згадувала пізніше, вона думала, що робота моделлю приноситиме їй гроші для занять кінним спортом.
Дівчина підписала контракт з місцевим агентством. Працювала вечорами, у вихідні та після занять. Її першим завданням була серія рекламних фотографій для мережі магазинів Emporium Capwell. Отримувала 100 доларів на годину.
І незабаром у модному середовищі Маямі не залишилося жодної людини, яка не знала б її. Звістка про молоду талановиту модель сягнула Нью-Йорка і незабаром Ейлін Форд (Eileen Ford), глава агентства Ford Models, запропонувала Крісті Тарлінгтон контракт у Парижі. Проте всі знімки Тарлінгтон у Парижі виявилися провальними і контракт був розірваний. Вона відразу ж повернулась у США.
Ейлін Форд не відмовилася від ідеї зробити з 16-річної Крісті зірку і послала її до редакторів усіх провідних журналів і до всіх відомих фотографів. Нарешті її фотографії, зроблені Артуром Елгортом, потрапили в американський Vogue. Крісті закінчила школу за два роки і професійно зайнялася кар'єрою моделі.

## Кар'єра
У 1987 році обличчя уперше потрапило на обкладинку італійського Vogue. Згодом вона неодноразово з'являлася на обкладинках Harper's Bazaar, Cosmopolitan, ELLE і Glamour.
Відразу після цього почала отримувати пропозиції від найменитіших фотографів. Такі дизайнери, як Versace, Karl Lagerfeld, Christian Lacroix, Azzedine Alaia, запрошували її працювати на своїх показах. У 1989 році Тарлінгтон підписує ексклюзивний контракт з Calvin Klein, щоб представляти парфуми Eternity. А незабаром Maybelline запропонувала їй стати обличчям їх продукції.
Брала участь у рекламних кампаніях таких марок, як «Ann Taylor», «Avon», «Versace», «Canon», «Cerruti 1881», "Christian Dior Haute couture, «Chloé», «Dolce & Gabbana», «Escada», «Gianfranco Ferré», «H&M», «Lanvin», «Louis Vuitton», «Mango», «MaxMara», «Maybelline», «Michael Kors», «Oscar de la Renta», «Prada», «Puma», «Revlon», «Trussardi», «Valentino» і «Yves Saint Laurent».

## Фільмографія
- Нарозхрист (1995)
- Подіум (1996)
- Висока мода (1994)
- Scene Smoking: Cigarettes, Cinema & the Myth of Cool (2001)
- Intimate Portrait (серіал) (1993)